# Pavol Červenák

Pavol Červenák (n. Bratislava, Eslovaquia; 1 de julio de 1987) es un jugador eslovaco profesional de tenis.

## Carrera

### 2012
En julio de 2012 participa en la Mercedes Cup en Stuttgart en la que consigue llegar al cuadro principal luego de superar la clasificación. 
En Primera Ronda supera al ucraniano Sergiy Stakhovsky por 6-1, 4-6 y 6-1. En segunda ronda se enfrenta al alemán Tommy Haas y lo derrota por un doble 6-4  y accede a los cuartos de final donde choca con el segundo preclasificado del torneo, Juan Mónaco y cae por 1-6 y 5-7.